# Else Bindewald
Else Bindewald (* unbekannt; † 10. Februar 1921) war eine deutsche Krankenschwester. Sie war eines der ersten Opfer der medizinischen Anwendung der Röntgenstrahlung.

## Leben
Else Bindewald arbeitete seit 1. April 1914 an der Klinik für Frauenheilkunde des Universitätsklinikums Erlangen und war dort die erste Röntgenassistentin. Sie galt als Vertraute des Chefarztes Ludwig Seitz und war zumindest einmal mit der Eichung einer Röntgeneinrichtung in einem auswärtigen Strahleninstitut befasst. 
Else Bindewald starb an einer „schweren Blutschädigung, die sie sich durch jahrelanges Arbeiten mit Röntgenstrahlen zugezogen hatte.“